# Kalisto (wrestler)
Emanuel Alejandro Rodriguez (ur. 14 listopada 1986 w Chicago w Illinois) – amerykański wrestler meksykańskiego pochodzenia, obecnie występujący w federacji WWE w brandzie Raw pod pseudonimem ringowym Kalisto.
Zadebiutował w 2006 w federacjach niezależnych występując w masce oraz pod pseudonimem Samuray del Sol (z hiszpańskiego "Samurai słońca"). Pięć lat później zaczął występować w większych promocjach, w tym od 2012 dla Dragon Gate USA. Tego samego roku zadebiutował w Asistencia Asesoría y Administración (AAA) jako Octagón Jr., protegowany wrestlera Octagóna. Występował również w Combat Zone Wrestling (CZW), Independent Wrestling Association Mid-South (IWA-MS), National Wrestling Alliance (NWA) i Pro Wrestling Guerrilla (PWG).
W maju 2013 podpisał kontrakt z WWE i został przydzielony do rozwojowego brandu NXT, w której przydzielono mu pseudonim ringowy "Kalisto". We wrześniu 2014, Kalisto oraz Sin Cara (występujący wspólnie jako The Lucha Dragons) zdobyli NXT Tag Team Championship. W lutym przyszłego roku został przeniesiony do głównego rosteru WWE, w którym dwukrotnie dzierżył WWE United States Championship.

## Kariera

### Scena niezależna i AAA (2006–2013)
Rodriguez zadebiutował jako wrestler w 2006 roku, zaledwie 3 tygodnie od rozpoczęcia treningów. W latach 2006–2011 występował na amerykańskiej scenie niezależnej, gdzie zaliczał występy w federacjach Windy City Pro Wrestling, International Wrestling Cartel, East Coast Lucha Libre, All American Wrestling, Dragon Gate USA i Desastre Total Ultraviolento jako Samuray del Sol. Emanuel występował w masce. W latach 2011–2012 walczył on w meksykańskiej federacji Asistencia Asesoría y Administración. Po powrocie do USA Samuray walczył między innymi w Combat Zone Wrestling i Dragon Gate.

### WWE (od 2013)

#### NXT (2013–2015)
26 maja 2013 roku Rodriguez podpisał kontrakt z WWE, gdzie przyjął imię Kalisto. Na NXT Kalisto zadebiutował 20 września, pokonując Barona Corbina. Wiosną 2014 roku Kalisto utworzył tag team z El Localem, nie udało im się zdobyć tytułów NXT Tag Team Championship w walce z The Ascension. 17 lipca Kalisto utworzył tag-team The Lucha Dragons z Sin Carą. 11 września na NXT TakeOver: Fatal 4-Way Kalisto i Sin Cara wygrali walkę o tytuły z Ascension zostając tym samym nowymi posiadaczami NXT Tag Team Championship. Tytuły te stracili 15 stycznia 2015 roku na rzecz Wesleya Blake'a i Buddy'ego Murphy'ego, po 140 dniach posiadania.

#### Główny roster (2015–2016)
Kalisto zadebiutował w głównym rosterze WWE 17 lutego 2015 roku na Main Event, gdzie razem z Sin Carą pokonali Curtisa Axela i Heatha Slatera. Na Raw Kalisto zadebiutował 30 marca, gdzie Lucha Dragons razem z The New Day (Kofi Kingston i Big E) pokonali Cesaro, Tysona Kidda oraz The Ascension w Eight-Man Tag Team matchu. Na gali Elimination Chamber Lucha Dragons wzięli udział w Elimination Chamber matchu o pasy WWE Tag Team Championship, ale nie udało im się ich zdobyć. Kolejną walkę o pas dostali na SummerSlam, lecz przegrali w Fatal 4-Way Tag Team matchu. W listopadzie Kalisto wziął udział w turnieju o zwakowany pas WWE World Heavyweight Championship. Pokonał Rybacka w I rundzie turnieju, lecz w ćwierćfinale przegrał z Alberto Del Rio. Na grudniowym TLC Lucha Dragons dostali kolejną walkę o pasy tag-team, ale ponownie przegrali w Triple Threat Ladder matchu z The New Day i The Usos. Podczas tej walki Kalisto wykonał na Jeyu Uso Salida del Sol ze szczytu drabiny łamiąc inną drabinę, za co dostał nagrodę Slammy Award w kategorii OMG Shocking Moment of the Year.
7 stycznia 2016 roku na tygodniówce SmackDown Kalisto wygrał walkę z mistrzem US Alberto Del Rio w non-title machu. Zaowocowało to walką o ten tytuł 11 stycznia na Raw, którą również wygrał Kalisto, zdobywając tym samym pas United States Championship. Jego panowanie trwało jednak tylko 1 dzień, gdyż następnego dnia na SmackDown! Del Rio odzyskał tytuł przy pomocy Barretta (odcinek wyemitowano 14 stycznia, dlatego oficjalnie jego panowanie trwało 3 dni). Na Royal Rumble odzyskał pas US w kolejnej walce z Del Rio. Na gali Fastlane obronił swój pas w 2 Out Of 3 Falls Matchu z Del Rio. 14 marca na Raw, Ryback, po pokonaniu Sin Cary, wyzwał Kalisto na walkę na WrestleManii 32. Na gali, Kalisto obronił pas mistrzowski w walce z Rybackiem.
Na gali Extreme Rules, Kalisto utracił WWE United States Championship na rzecz Ruseva. Kalisto otrzymał rewanż o tytuł 26 maja na odcinku SmackDown, lecz ponownie został pokonany. 18 lipca, Kalisto i Sin Cara ogłosili rozwiązanie The Lucha Dragons, tym samym biorąc udział w drafcie z 2016 jako oddzielni wrestlerzy.

#### SmackDown (2016–2017)
19 lipca, Kalisto został przeniesiony do rosteru SmackDown przy okazji draftu. 2 sierpnia na odcinku SmackDown, Kalisto wziął udział w trzyosobowej walce wyłaniającej pretendenta do WWE Intercontinental Championship, która została wygrana przez Apollo Crewsa, a wziął w niej udział również Baron Corbin Po odniesieniu kontuzji powrócił do ringu na gali typu house show 22 października. 8 listopada na tygodniówce SmackDown, Kalisto zawalczył z Baronem Corbinem, lecz podczas walki Corbin osunął się z krawędzi ringu i kontuzjował nogę. Po pojedynku ogłoszono, że Kalisto zawalczy z The Brianem Kendrickem (z brandu Raw) o WWE Cruiserweight Championship na gali Survivor Series z dodatkową stypulacją, że jeśli Kalisto wygra, to tytuł i cała dywizja cruiserweight zostanie przeniesiona na SmackDown. Walka o tytuł na gali zakończyła się dyskwalifikacją ze względu na atak ze strony Corbina. Dwa dni później na SmackDown, Corbin ponownie zainterweniował w jego walce z The Mizem o WWE Intercontinental Championship, co doprowadziło do walki Kalisto z Corbinem na gali TLC w chairs matchu; pojedynek wygrał Corbin. Na styczniowej gali Royal Rumble, Kalisto wziął udział w Royal Rumble matchu jako 3. uczestnik, lecz został wyeliminowany przez Brauna Strowmana.

#### Raw (od 2017)
10 kwietnia podczas odbywającego się Superstar Shake-up, Kalisto został przeniesiony do rosteru Raw.

## Życie prywatne
Rodriguez jest żonaty z kobietą o imieniu Abigail.

## Styl walki

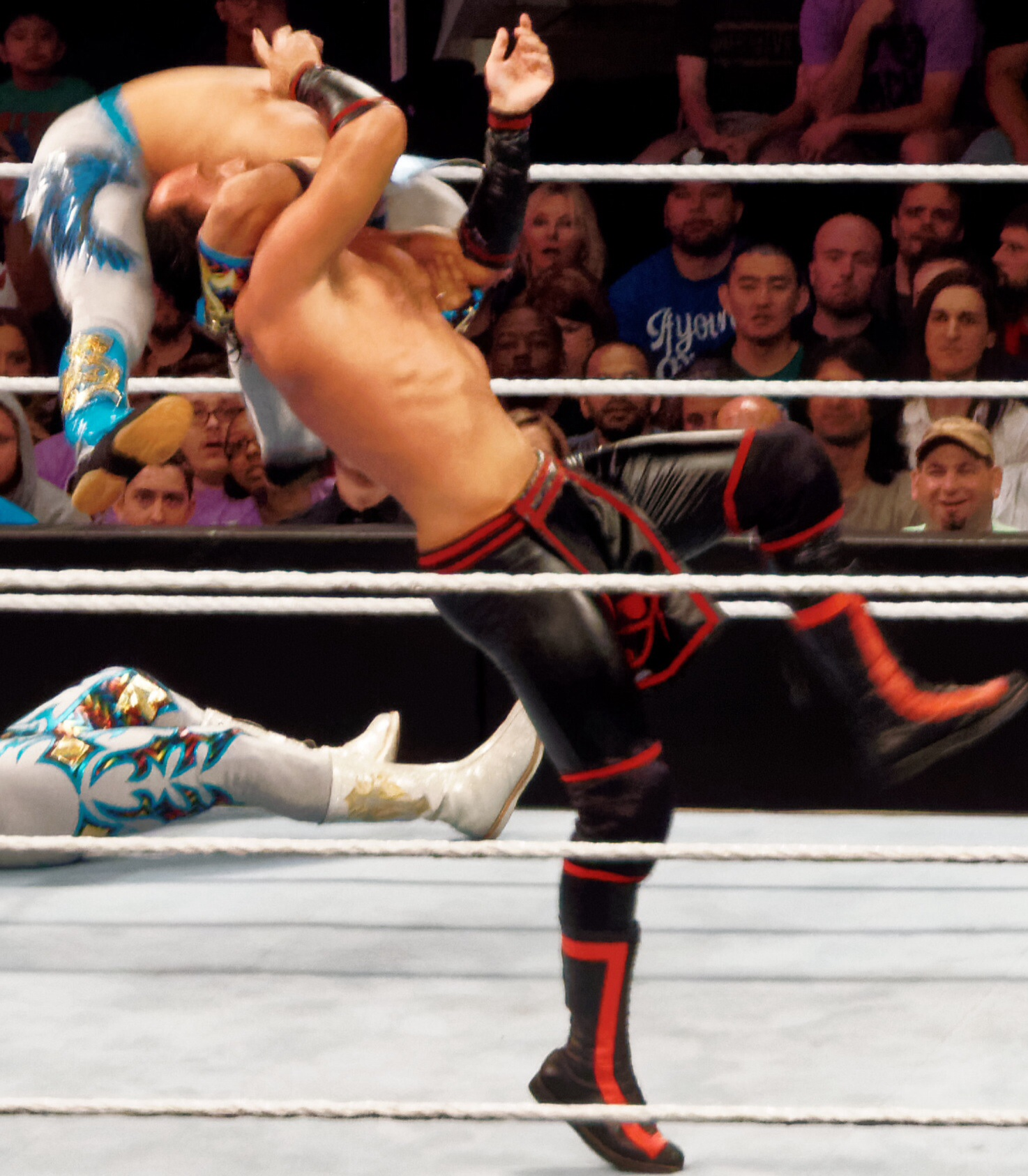
Kalisto wykonujący Salida del Sol

- Finishery
  - Jako Kalisto
    - Salida del Sol[33][34] (Standing sitout shiranui)[35][36][37][38]

  - Jako Samuray del Sol
    - Del Sol Driver (Bridging package fallaway powerbomb)[39][40]
    - Rising Sun (Springboard reverse frankensteiner)[41][42][43][44]

- Inne ruchy
  - Jako Samuray del Sol
    - Handstand headscissors takedown[45][43][46][47]
    - Hara-Kiri (Standing shiranui)[48][43]
    - Hurricanrana[49][45], czasem w stylu springboard[50][51]
    - Leg trap sunset flip powerbomb[42][51][52][53]
    - Samuray Kick (Superkick)[48]
    - Suicide dive[54][41][55][56]

- Przydomki
  - "The King of Flight"[33]
  - "The Most Agile Warrior in the Ring"[48] / "El Guerrero Más Ágil en el Ring"[57]

- Motywy muzyczne
  - "Lucha Lucha" ~ CFO$[58] (NXT/WWE; od 11 września 2014)

## Mistrzostwa i osiągnięcia

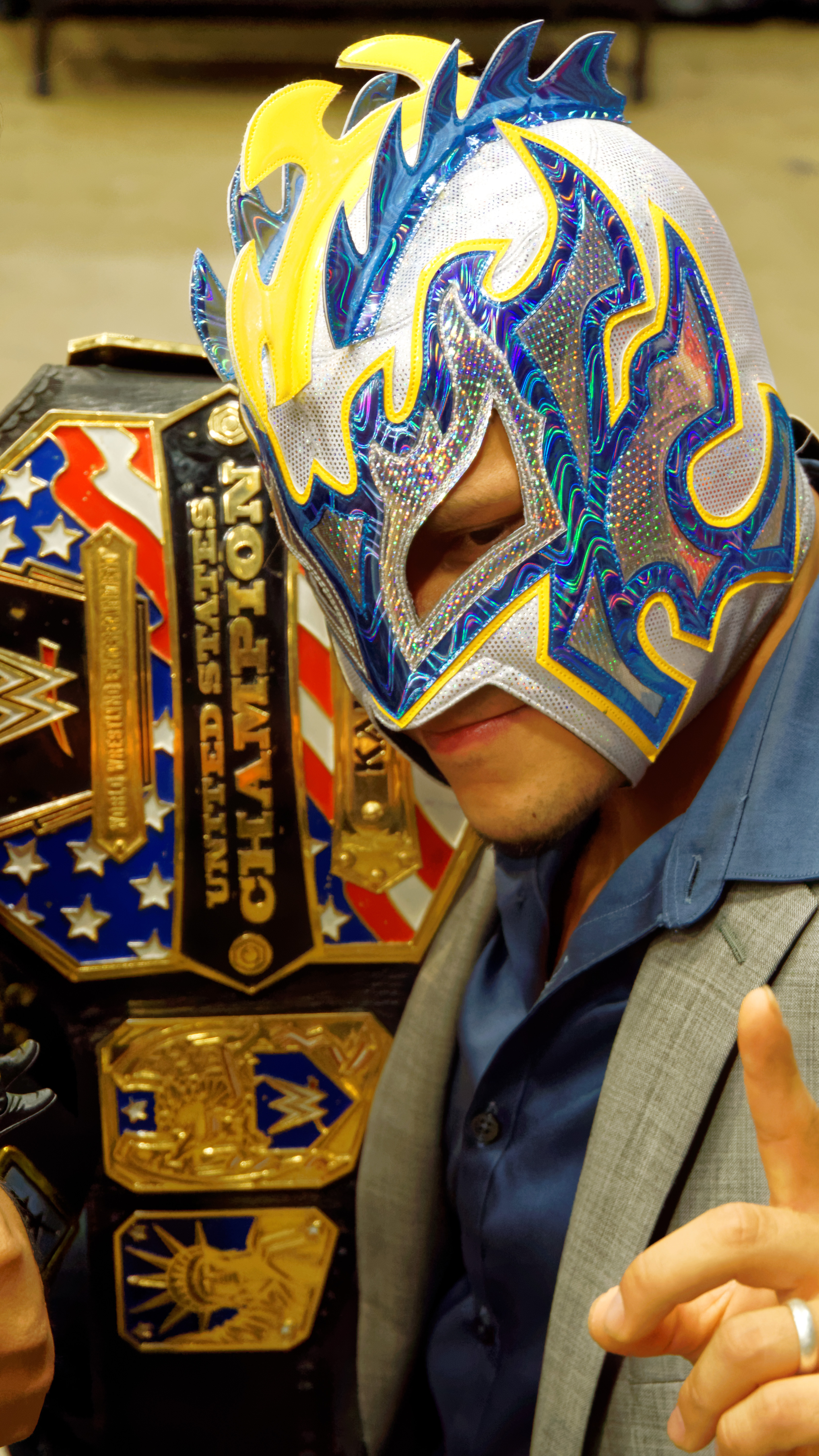
Kalisto jest dwukrotnym posiadaczem WWE United States Championship

- Gladiadores Aztecas de Lucha Libre Internacional
  - GALLI Championship (1 time)[59]

- Pro Wrestling Illustrated
  - PWI umieściło go na 25. miejscu w top 500 wrestlerów rankingu PWI 500 w 2016[60]

- WWE
  - WWE United States Championship (2 raz)[61][62]
  - Slammy Award (1 raz)
    - OMG Shocking Moment of the Year (2015)[63]

- WWE NXT
  - NXT Tag Team Championship (1 raz) – z Sin Carą[64]

- Inne osiągnięcia
  - Jeff Peterson Memorial Cup (2012)[65]
  - King of Flight Tournament (2013)[66]